# La Leçon Faust
Pour plus de détails, voir Fiche technique et Distribution.
La Leçon Faust (Lekce Faust) est un film tchèque réalisé par Jan Švankmajer et sorti en 1994. Il mélange des scènes filmées avec des séquences en animation image par image avec des marionnettes en pâte à modeler.
Le personnage de Faust est joué par Petr Čepek. Le film présente la légende de Faust d'une manière assez imaginative, mélangeant les éléments des textes de Goethe et de Christopher Marlowe avec des restitutions folkloriques. Le film est nettement moderniste, absurde et kafkaïen, en particulier avec la localisation de l'action à Prague. Le ton est sombre mais plein d'humour. Les voix dans la version anglaise sont d'Andrew Sachs.

## Synopsis
Faust vend son âme au diable puis est attiré par une mystérieuse carte dans un théâtre de marionnettes. Il se retrouve dans un monde étrange, où fantaisie et réalité se confondent.

## Fiche technique
- Titre : La Leçon Faust
- Titre original : Lekce Faust
- Réalisation : Jan Švankmajer
- Scénario : Jan Švankmajer d'après les pièces de théâtre La Tragique Histoire du docteur Faust de Christopher Marlowe et Faust de Johann Wolfgang von Goethe
- Musique : Charles Gounod, Johann Sebastian Bach
- Photographie : Svatopluk Malý
- Montage : Marie Zemanová
- Production : Jaromír Kallista
- Chef de production : Jan Švankmajer, Eva Švankmajerová
- Date de sortie : 10 septembre 1994
- Genre : Animation, comédie dramatique, fantastique et horreur
- Durée : 97 minutes
- Langues : tchèque, latin
- Pays :  République tchèque

## Distribution
- Petr Čepek : Faust
- Jan Kraus : Cornelius
- Vladimír Kudla : Waldes
- Antonín Zacpal : le vieillard
- Jiří Suchý : Kašpar

## Distinctions
Le film a été projeté dans la section Un Certain Regard au Festival de Cannes 1994 et au 4e Festival d'animation de Kecskemét film où il a remporté le Prix du public adulte.